# 도시은행

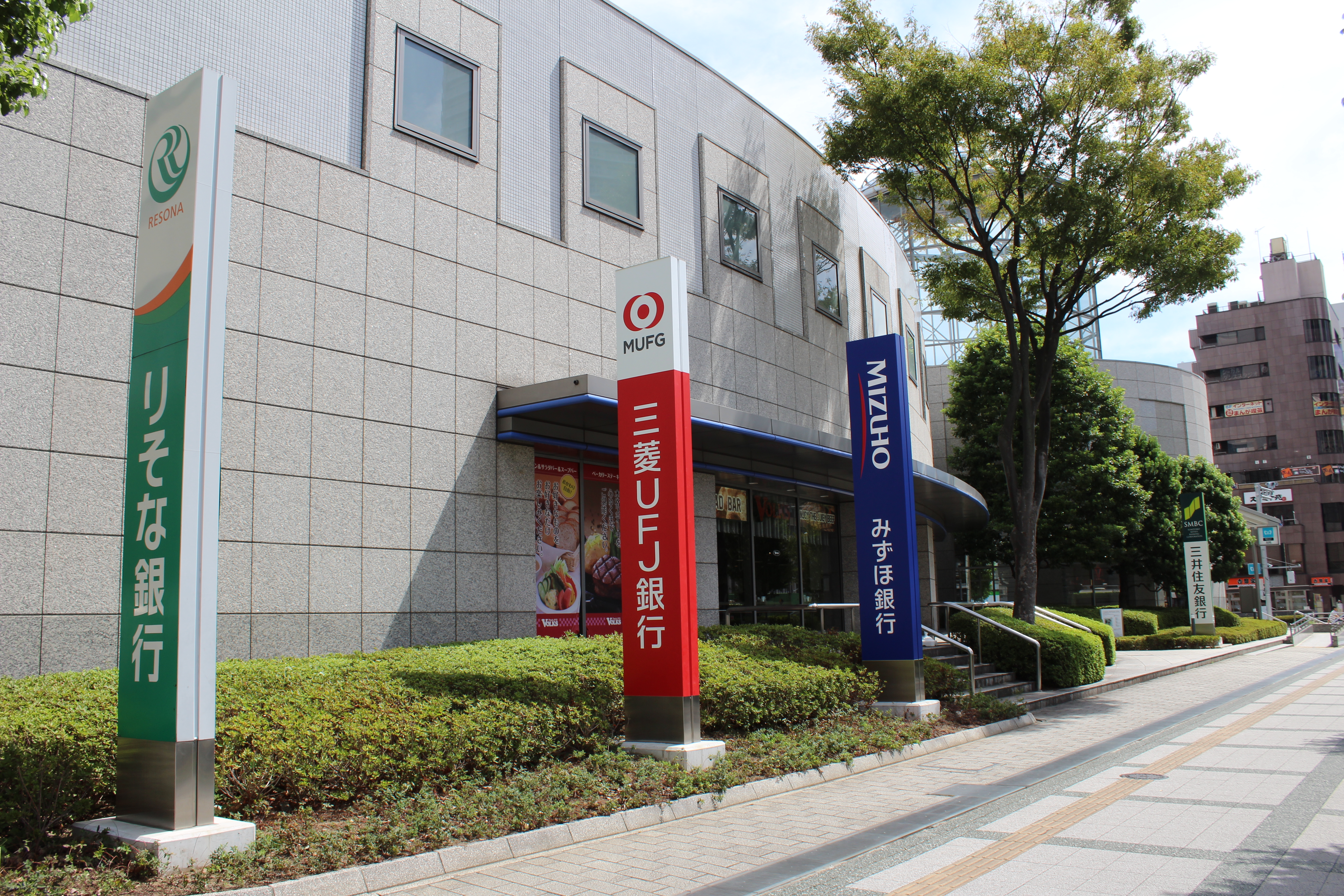
일본의 주요 도시은행 간판

도시은행(都市銀行 도시긴코[*])은 일본의 은행 구분 중 하나이다. 보통은행 중 도쿄도 구부나 오사카시 등의 대도시에 본점을 두고, 일본에서 광역 전개하고 있는 은행이다. 약어는 도긴(都銀)이다. 법적 근거와 명확한 기준은 없지만 대상은 한정되어 있어 현재는 5개의 은행 (정의에 따라서는 4개 은행)이 해당한다.

## 목록
도시은행은 다음 5개 은행이다. 사이타마 리소나 은행은 도시은행에 포함하는 경우와 그렇지 않은 경우가 있다.
| 은행                 | 그룹                     | 로고 | 은행 코드 | 본점 소재지                    | 점포수 | 진출 도도부현 | 기타 일본 내 그룹 은행                                           |
| -------------------- | ------------------------ | ---- | --------- | ------------------------------ | ------ | ------------- | ---------------------------------------------------------------- |
| 미즈호 은행          | 미즈호 파이낸셜 그룹     |      | 0001      | 도쿄도 지유다구                | 459    | 47            | 미즈호 신탁은행 일본 커스터디 은행                               |
| 미쓰비시UFJ은행      | 미쓰비시UFJ파이낸셜 그룹 |      | 0005      | 도쿄도 지유다구                | 818    | 31            | 미쓰비시 UFJ 신탁은행 일본 마스터 트러스트 신탁은행 au 지분 은행 |
| 미쓰이스미토모 은행  | SMBC 그룹                |      | 0009      | 도쿄도 지유다구                | 679    | 34            | SMBC 신탁은행 PayPay 은행                                        |
| 리소나 은행          | 리소나 그룹              |      | 0010      | 오사카부 오사카시 주오구       | 347    | 26            | 일본 커스터디 은행 간사이 미라이 은행 미나토 은행                |
| 사이타마 리소나 은행 | 리소나 그룹              |      | 0017      | 사이타마현 사이타마시 우라와구 | 132    | 2             | 일본 커스터디 은행 간사이 미라이 은행 미나토 은행                |

## 같이 보기
- 일본의 은행 목록
- 지방은행 (일본)